# Jumbo Tsuruta
Pour les articles homonymes, voir Tsuruta (homonymie).
Tomomi Tsuruta (鶴田 友美, Tsuruta Tomomi) (né le 25 mars 1951 à Makioka (en), Préfecture de Yamanashi et décédé le 13 mai 2000 à Manille, Philippines) est un catcheur (lutteur professionnel) japonais connu sous le nom de ring de Jumbo Tsuruta (ジャンボ鶴田). 
Il est d'abord lutteur à l'université Chūō et remporte en 1971 et 1972 le championnat du Japon de lutte gréco-romaine et de lutte libre dans la catégorie des plus de 130 kg. Il participe ensuite aux Jeux olympiques d'été de 1972 en lutte gréco-romaine.
Il est connu pour son travail à l'All Japan Pro Wrestling (AJPW) où il a été le premier champion poids-lourds Triple Crown de cette fédération et avec Yoshiaki Yatsu ils deviennent les premiers champion du monde par équipe de l'AJPW. Il se fait aussi connaitre aux États-Unis dans les années 1980 à l'American Wrestling Association où il remporte le championnat du monde poids-lourds de cette fédération. 
Sa carrière décline dans les années 1990 à cause d'une hépatite B, qui dégénère en cancer du foie et en cirrhose. Il meurt le 13 mai 2000.

## Jeunesse et lutte gréco-romaine
Tsuruta excelle dans plusieurs sports au lycée que ce soit le basketball, le sumo ou encore la natation. Il étudie ensuite à l'université Chūō où il pratique la lutte gréco-romaine et la lutte libre. Il devient d'ailleurs champion du Japon de lutte gréco-romaine et de lutte libre en 1971 et 1972 dans la catégorie des plus de 130 kg (286 lb). À 21 ans, il représente son pays aux Jeux olympiques d'été de 1972 à Munich durant les épreuves de lutte gréco-romaine dans la catégorie des super-lourds où il se fait éliminer au second tour.

## Carrière de catcheur

### All Japan Pro Wrestling (1972-1998)
Tsuruta s'engage avec la All Japan Pro Wrestling quelques jours après la création de cette fédération par Shōhei Baba le 31 octobre 1972. 
Baba l'envoie aux États-Unis où il rejoint la Western States Sports où Dory Funk, Jr. l'entraîne. Il se montre rapidement apte à lutter en tant que vedette et affronte son entraîneur dans un match pour le championnat du monde poids-lourds de la National Wrestling Alliance huit semaines après le début de son entraînement. Au cours de son passage au Texas, Tsuruta a la particularité d'être utilisé comme un face contrairement à ses compatriotes. Il remporte son premier titre le 5 février 1975 en devenant avec Giant Baba champion international par équipe de la National Wrestling Alliance (NWA) au cours d'une tournée au Texas.

## Palmarès
- All Japan Pro Wrestling (AJPW)
  - 9 fois champion international par équipe de la National Wrestling Alliance (6 fois avec Giant Baba, 2 fois avec Genichiro Tenryu et 1 fois avec Yoshiaki Yatsu)[6]
  - 6 fois champion national uni de la National Wrestling Alliance[7]
  - 3 fois champion poids-lourds international de la National Wrestling Alliance[8]
  - 2 fois champion du monde par équipe de la Pacific Wrestling Federation (avec Tiger Mask puis avec Yoshiaki Yatsu)[9]
  - 1 fois champion poids-lourds de la Pacific Wrestling Federation[10]
  - 7 fois champion du monde par équipe AJPW (5 fois avec Yoshiaki Yatsu, une fois avec Great Kabuki (en) et une fois avec Akira Taue)[11]
  - 3 fois champion poids-lourds Triple Crown AJPW[12]
  - Tournoi Real World Tag League 1978 avec Giant Baba[13]
  - Tournoi Champion Carnival 1980[14]
  - Tournoi Real World Tag League 1980 avec Giant Baba[15]
  - Tournoi Real World Tag League 1984 avec Genichiro Tenryu[16]
  - Tournoi Real World Tag League 1986 avec Genichiro Tenryu[17]
  - Tournoi Real World Tag League 1987 avec  Yoshiaki Yatsu[18]
  - Tournoi Champion Carnival 1991[19]

- American Wrestling Association (AWA)
  - 1 fois champion du monde poids-lourds de l'AWA[20]

## Récompenses des magazines
- Pro Wrestling Illustrated

| Année | 1991 | 1992 |
| ----- | ---- | ---- |
| Rang  | 176  | 160  |

- Tokyo Sports
  - Prix de la meilleure équipe 1978 avec Giant Baba[22]
  - Prix de la meilleure équipe 1980 avec Giant Baba[22]
  - Prix de la performance exceptionnelle 1981[22]
  - Prix de la meilleure équipe 1982 avec Giant Baba[22]
  - Prix de la meilleure équipe 1983 avec Giant Baba[22]
  - Most Valuable Player 1983[22]
  - Most Valuable Player 1984[22]
  - Prix de la meilleure équipe 1985 avec Genichiro Tenryu[22]
  - Prix de la meilleure équipe 1989 avec  Yoshiaki Yatsu[22]
  - Most Valuable Player 1991[22]

- Wrestling Observer Newsletter
  - Prix Lou Thesz / Ric Flair du catcheur de l'année 1991[22]

| # | Résultat | Adversaire       | Évènement                             | Date        | Durée | Lieu                | Notes                                                    |
| - | -------- | ---------------- | ------------------------------------- | ----------- | ----- | ------------------- | -------------------------------------------------------- |
| 1 | Défaite  | Genichiro Tenryu | AJPW Super Power Series 1989 - Day 18 | 5 juin 1989 | 24:05 | Budokan Hall, Tokyo | Le titre de champion Triple Crown de Tsuruta est en jeu. |
| 2 | Défaite  | Mitsuharu Misawa | AJPW Super Power Series 1990 - Day 19 | 8 juin 1990 | 24:06 | Budokan Hall, Tokyo |                                                          |